# Phyllalia
Phyllalia is een geslacht van vlinders van de familie Eupterotidae.

## Soorten
- P. acuta Strand, 1911
- P. alboradiata Aurivillius, 1911
- P. flavicostata Fawcett, 1903
- P. patens Boisduval, 1847
- P. thunbergi Boisduval, 1847
- P. thunbergii (Boisduval, 1847)
- P. umbripennis Strand, 1911
- P. valida Felder, 1874
- P. ziczac Strand, 1911